# A Vida de Jesus Cristo (filme)
A vida de Jesus Cristo é um filme brasileiro, realizado em 1971 e dirigido por José Regattieri. O filme teve um público de 1.390.903 espectadores, sendo o quarto filme mais assistido de 1971. O papel de Jesus Cristo foi interpretado pelos atores Hermir Valvassori (adulto) e Donizetti Vago (aos 12 anos).